# La musica del caso (romanzo)
La musica del caso (The Music of Chance) è un romanzo scritto da Paul Auster e pubblicato nel 1990.
Nel 1991 il libro è stato finalista al Premio PEN/Faulkner per la narrativa.

## Trama
Jim Nashe è un vigile del fuoco che vive una profonda crisi economica e per questo motivo viene abbandonato dalla moglie. La separazione lo costringe ad affidare la figlioletta di due anni alle cure della sorella, che vive in un altro stato.
In questo periodo particolarmente difficile Jim eredita dal padre, che non vede da circa trent'anni, una piccola fortuna. Con questi soldi istituisce un fondo fiduciario a favore della figlia, compra una macchina nuova (una Saab 900) e si mette in viaggio sulle strade americane, senza una meta precisa, per tentare di superare il momento di crisi.
Durante il suo viaggio, si imbatte nel giocatore di poker professionista Jack Pozzi, che lo convince a partecipare ad un torneo di poker organizzato nella loro tenuta in Pennsylvania da due milionari eccentrici e misantropi, Flower e Stone.
I due hanno fatto fortuna vincendo ventisette milioni di dollari alla lotteria, vivono completamente appartati e si dedicano ad hobby molto particolari: Flower fa collezione di oggetti storici e Stone dedica tutto il suo tempo ad un plastico, la "Città del Mondo", in cui ogni cosa sembra accadere simultaneamente.
La partita a poker si svolge quindi in questa casa dall'atmosfera cupa e surreale e ben presto si trasforma in un gioco che mette in palio la libertà di Nashe e Pozzi. I due, avendo perso il torneo, dovranno quindi confrontarsi con la "mania" più strana di tutte: costruire un "muro" con le pietre di un vecchio castello irlandese del XV secolo che i due milionari hanno comprato, fatto smantellare e fatto trasferire nella loro tenuta.
L'impresa si trasforma ben presto in un'esperienza metafisica e terrificante che segnerà per sempre l'esistenza dei due amici, fino all'inquietante epilogo del romanzo.

## Opere derivate
Il libro ha ispirato l'omonimo film del 1993, diretto da Philip Haas, con James Spader, Mandy Patinkin, M. Emmet Walsh.